# انتخابات ریاست‌جمهوری ایالات متحده آمریکا (۱۹۸۸)
پس از پایان دو دوره ریاست جمهوری ریگان و پس از یکسال مبارزات انتخاباتی جرج بوش معاون اول دولت ریگان از حزب جمهوری خواه ومایکل دوکاکیس از حزب دموکرات به‌عنوان نامزدهای دو حزب برگزیده شدند؛ که جرج بوش با کسب ۴۲۶ رأی الکترال پیروز شد و چهل و یکمین رئیس جمهور آمریکا لقب گرفت.

## نگارخانه
نامزدهای دموکرات

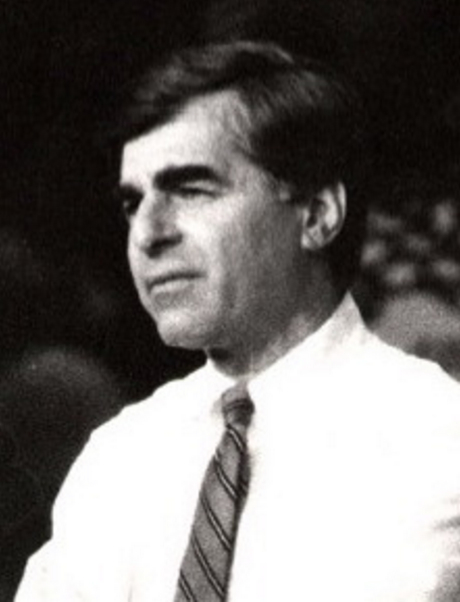
مایکل دوکاکیس فرماندار ایالت ماساچوست
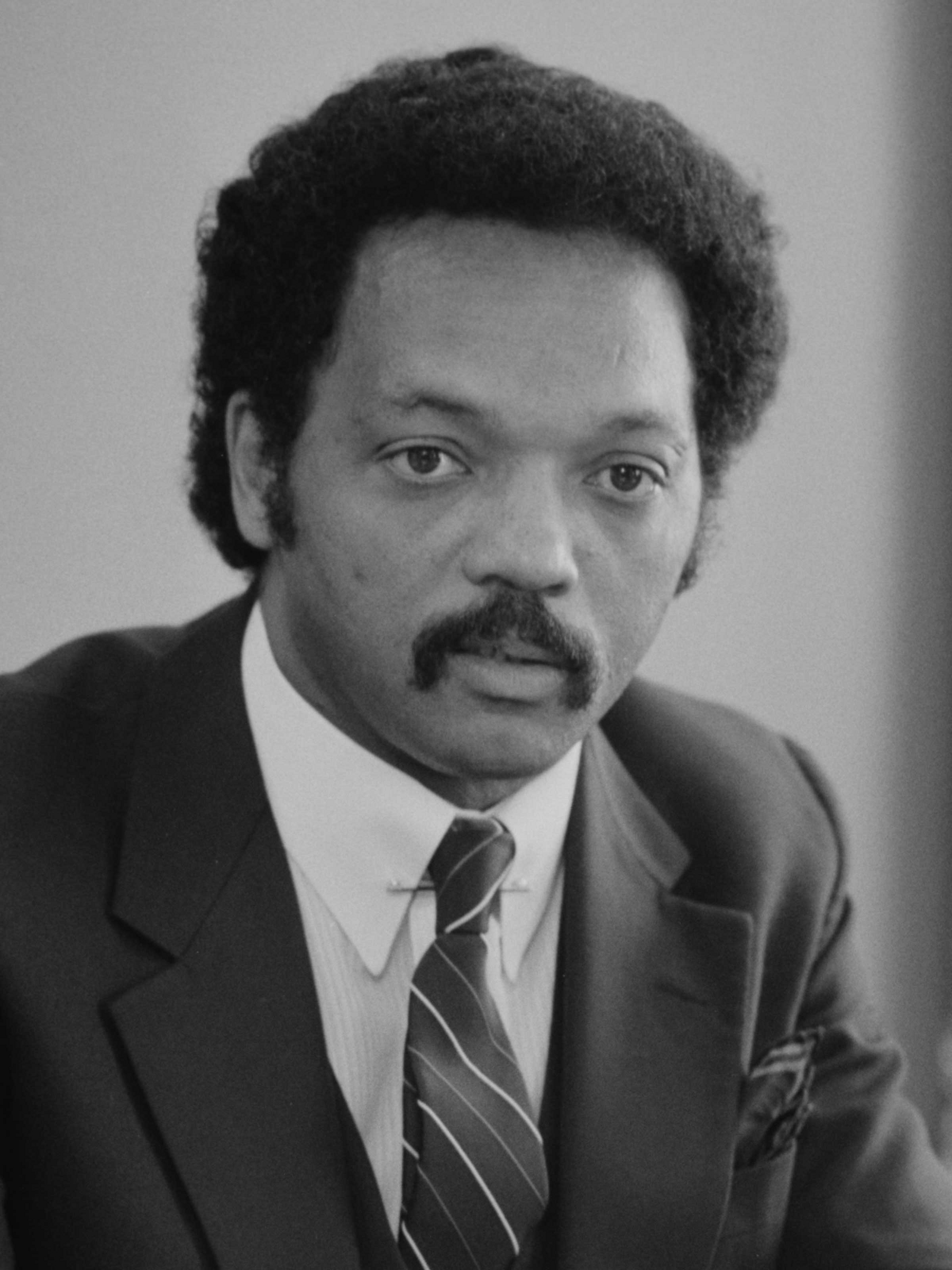
Reverend جس جکسون از ایالت کارولینای جنوبی
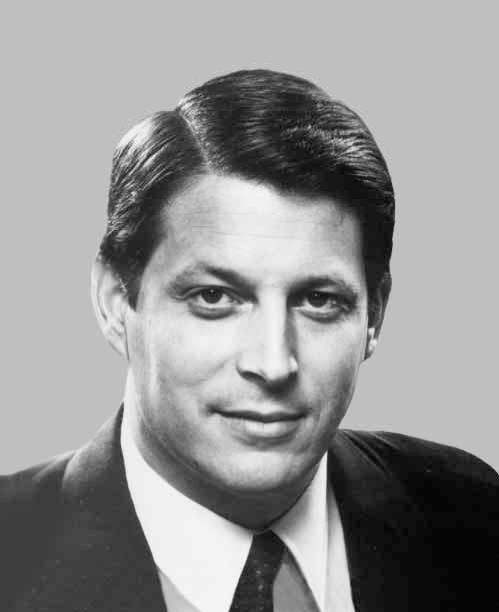
سناتور ال گور از ایالت تنسی
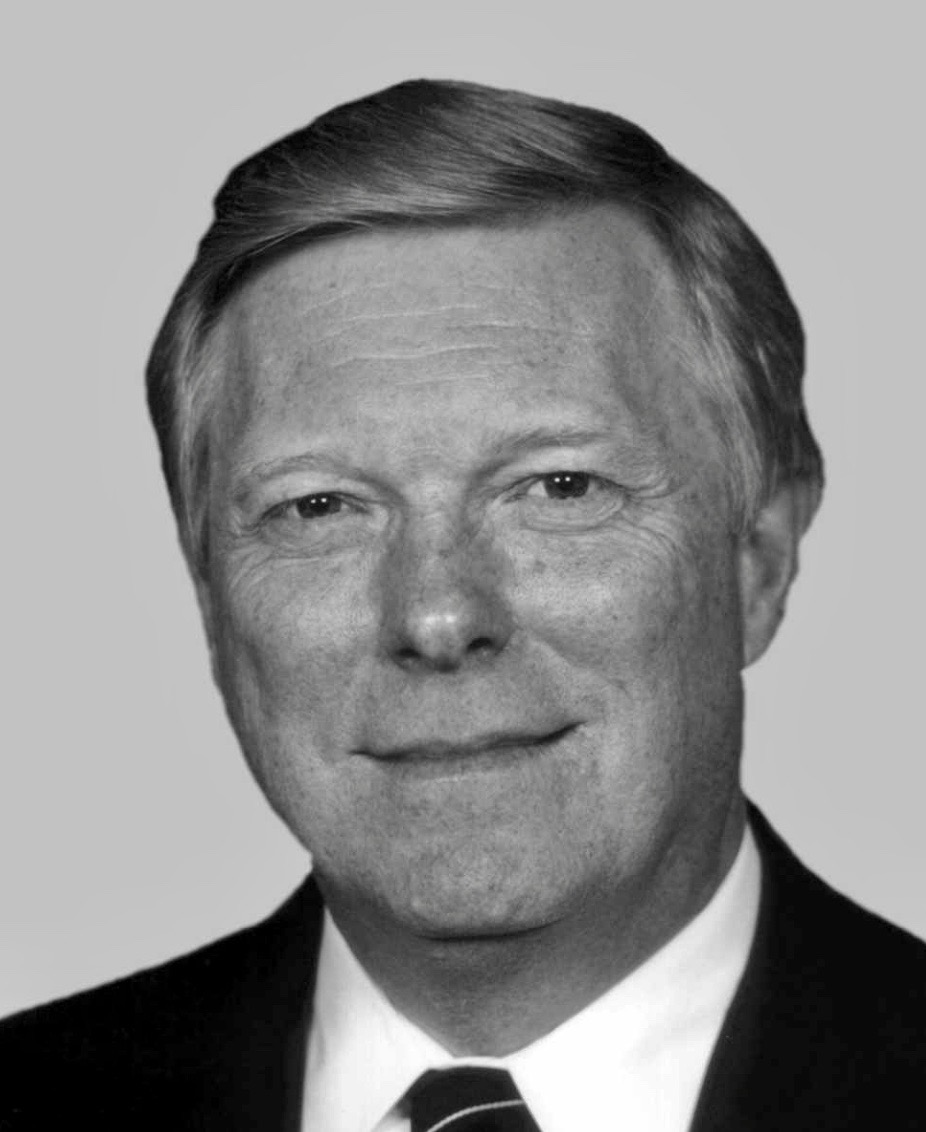
Dick Gephardt نماینده مجلس ایالات متحده آمریکا از ایالت میزوری
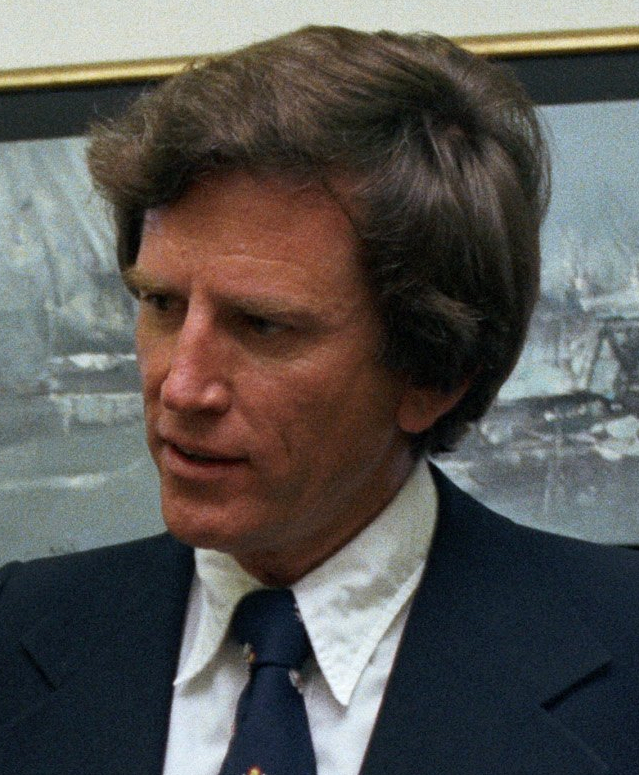
گری هارت سناتور پیشین از ایالت کلرادو
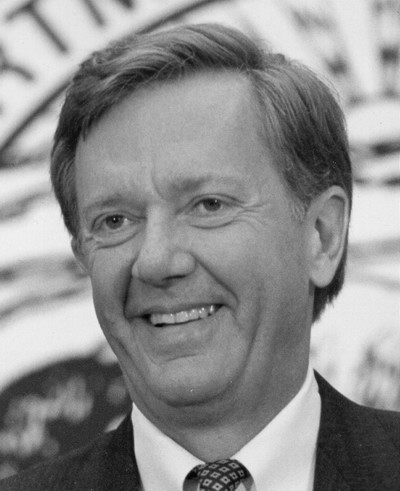
Bruce Babbitt فرماندار سابق آریزونا
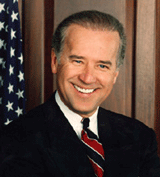
جو بایدن سناتور از ایالت دلاویر
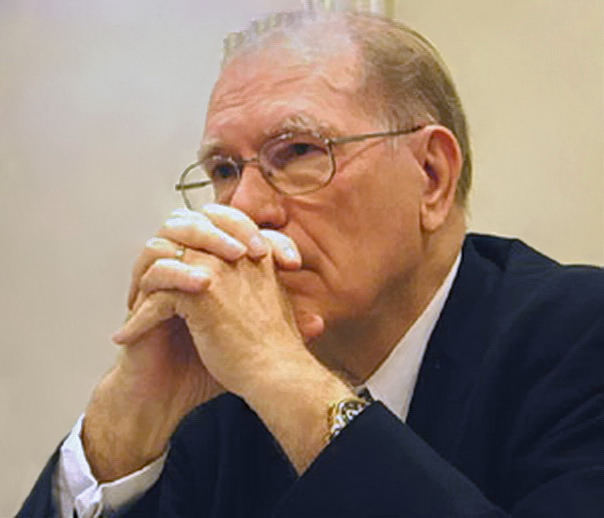
Lyndon LaRouche از ایالت ویرجینیا
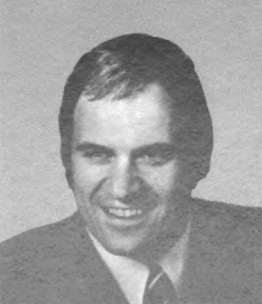
Jim Traficant نماینده مجلس ایالات متحده آمریکا از ایالت اوهایو
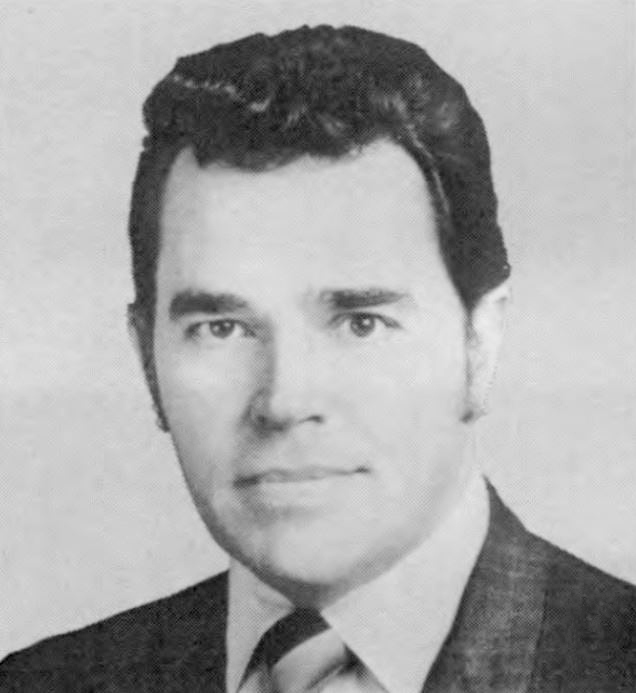
Douglas Applegate نماینده مجلس از ایالت اوهایو
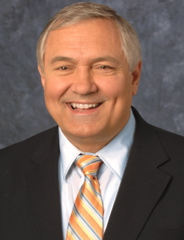
Andy Martin از ایالت کنتیکت

نامزدهای جمهوری خواه

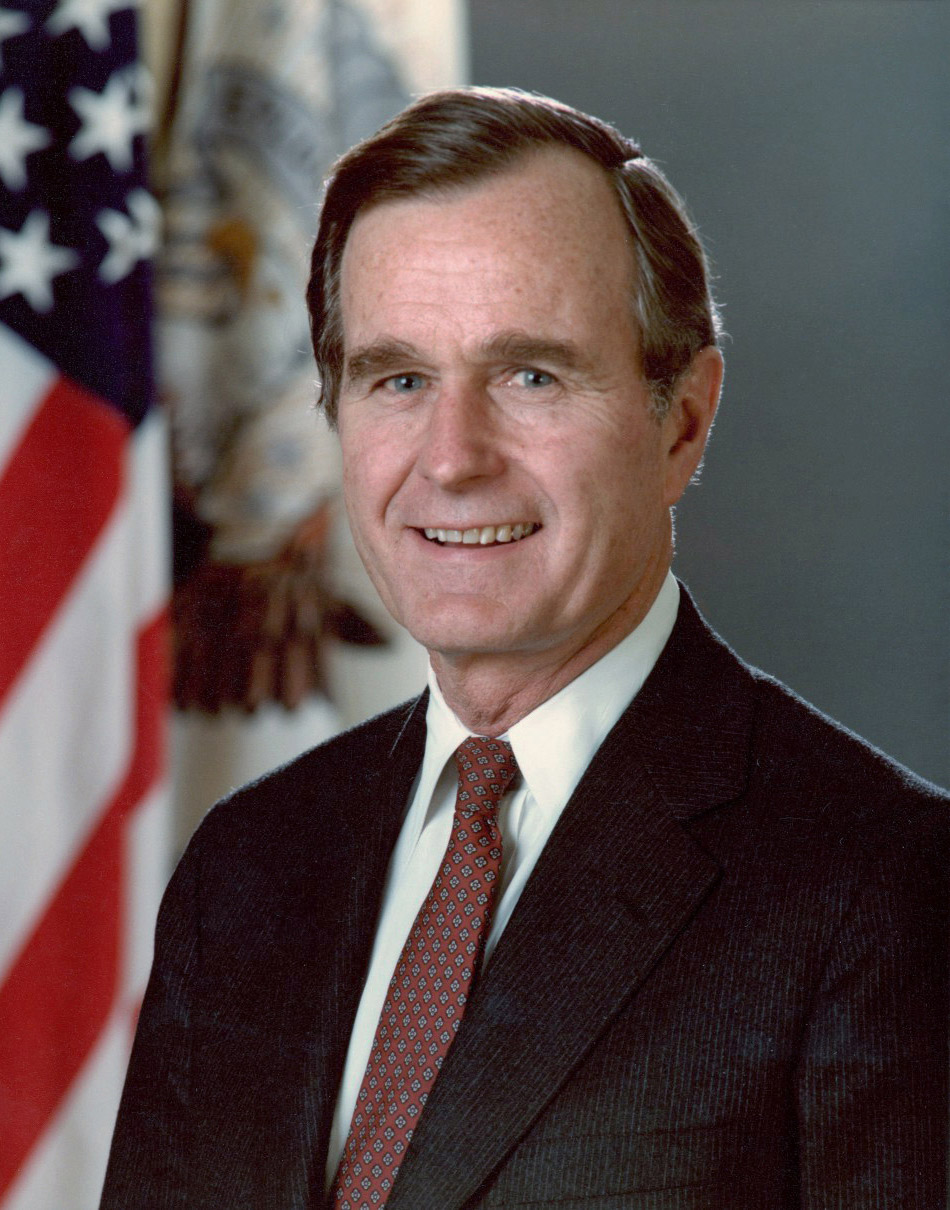
جرج هربرت واکر بوش معاون رئیس جمهور
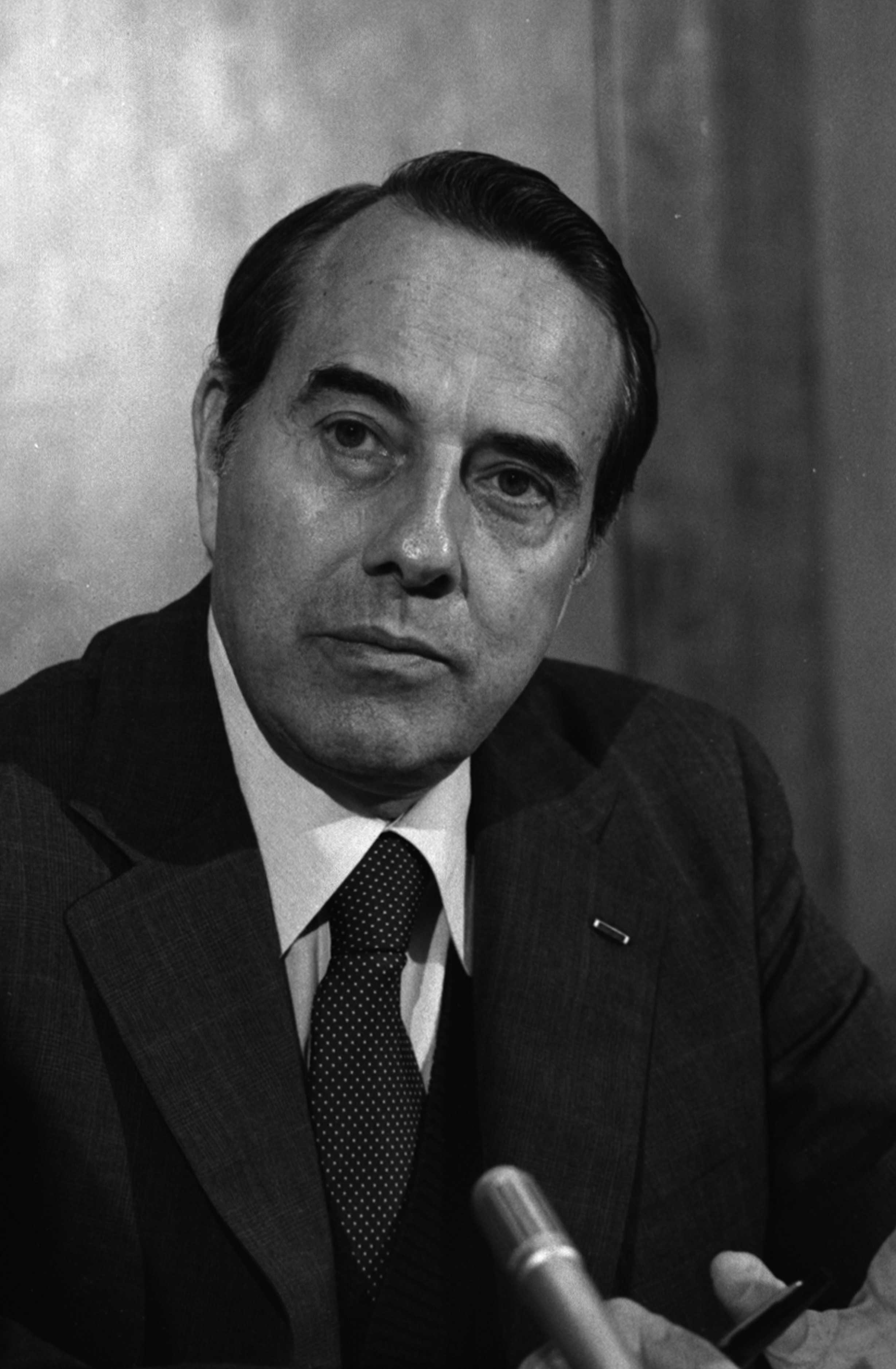
باب دول سناتور از ایالت کانزاس
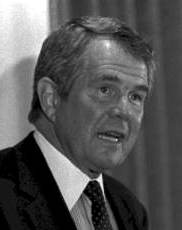
کشیش تلویزیونی پت رابرتسون از ایالت ویرجینیا
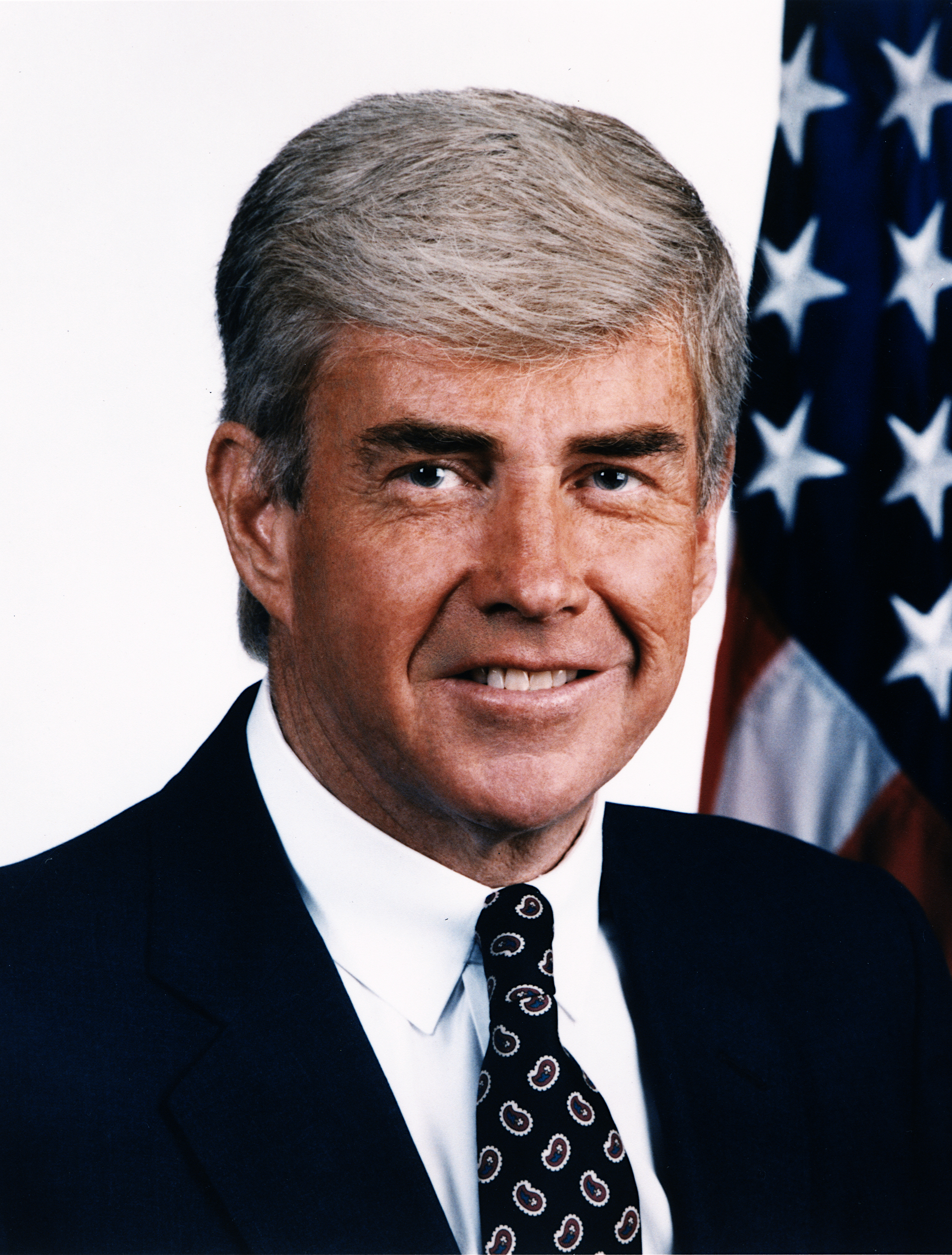
جک کمپ نماینده مجلس ایالات متحده آمریکا از ایالت نیویورک
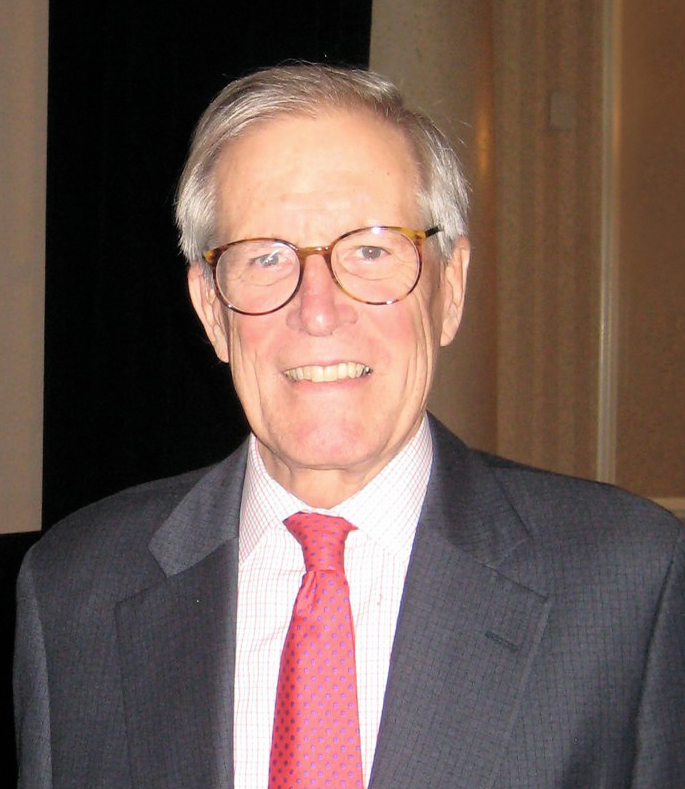
Pierre S. du Pont, IV فرماندار پیشین ایالت دلاویر
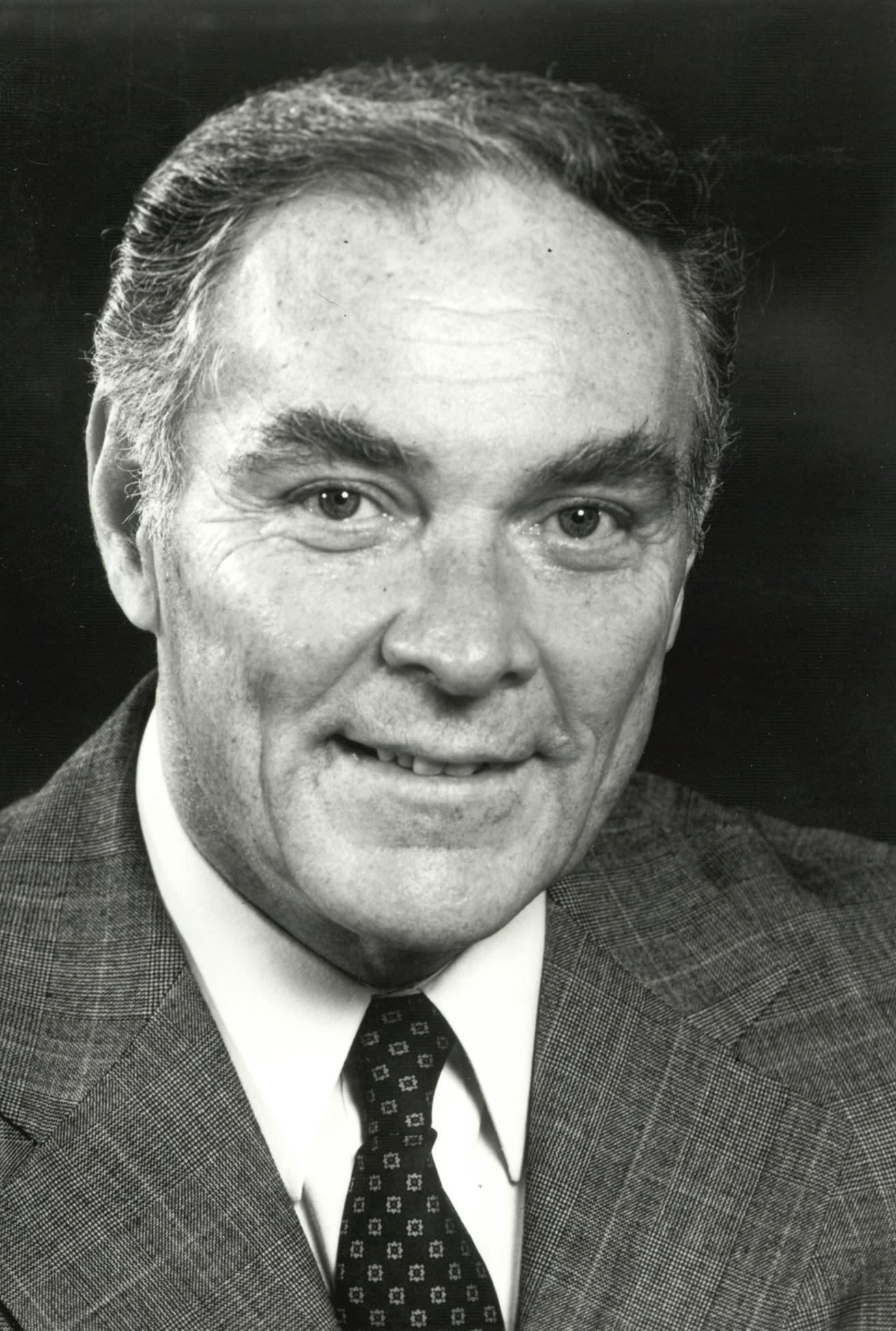
الکساندر هیگ وزیر امور خارجه پیشین ایالات متحده آمریکا
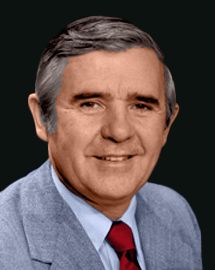
پل لاکسالت سناتور پیشین از ایالت نوادا
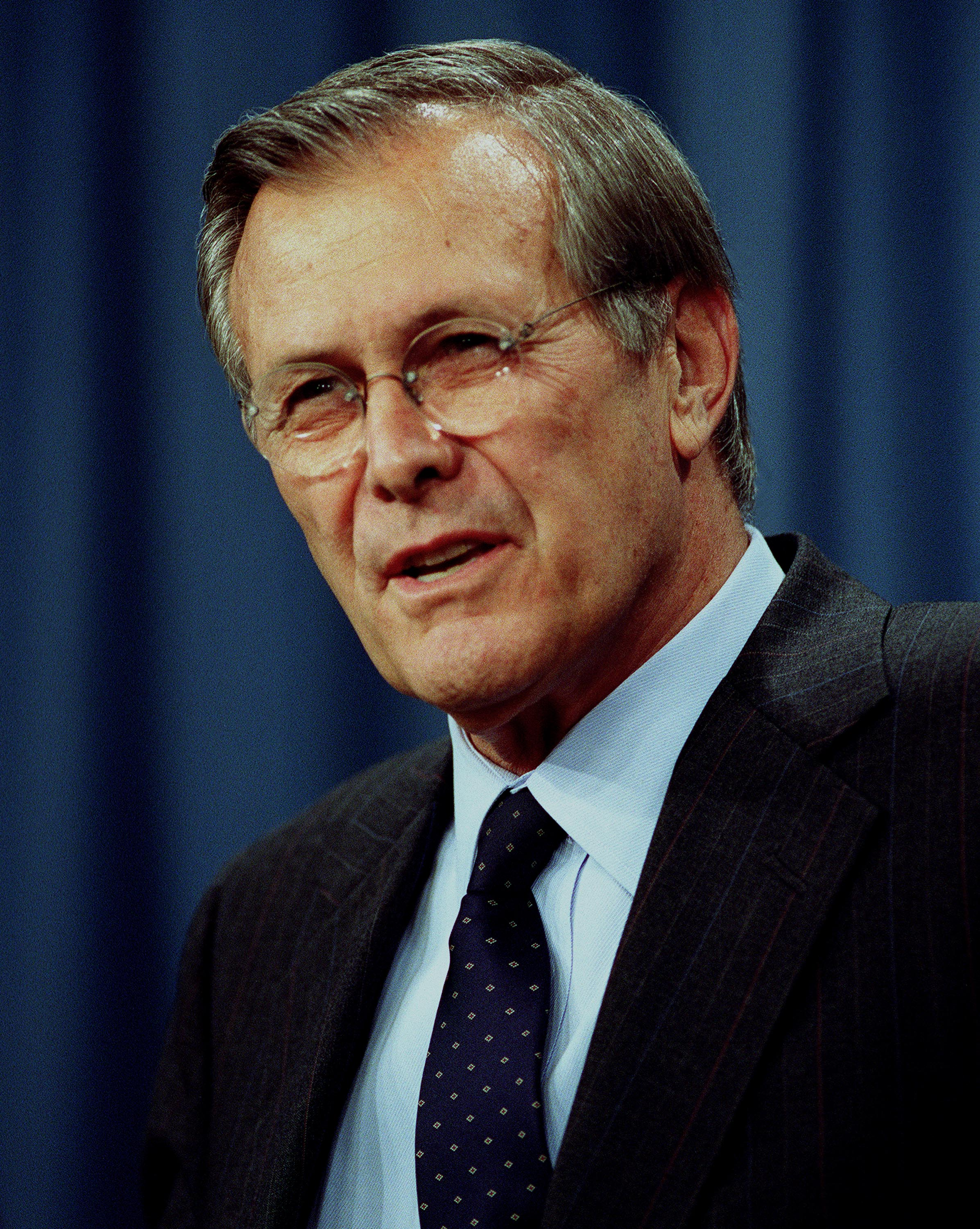
دونالد رامسفلد وزیر دفاع پیشین ایالات متحده آمریکا, از ایالت ایلینوی
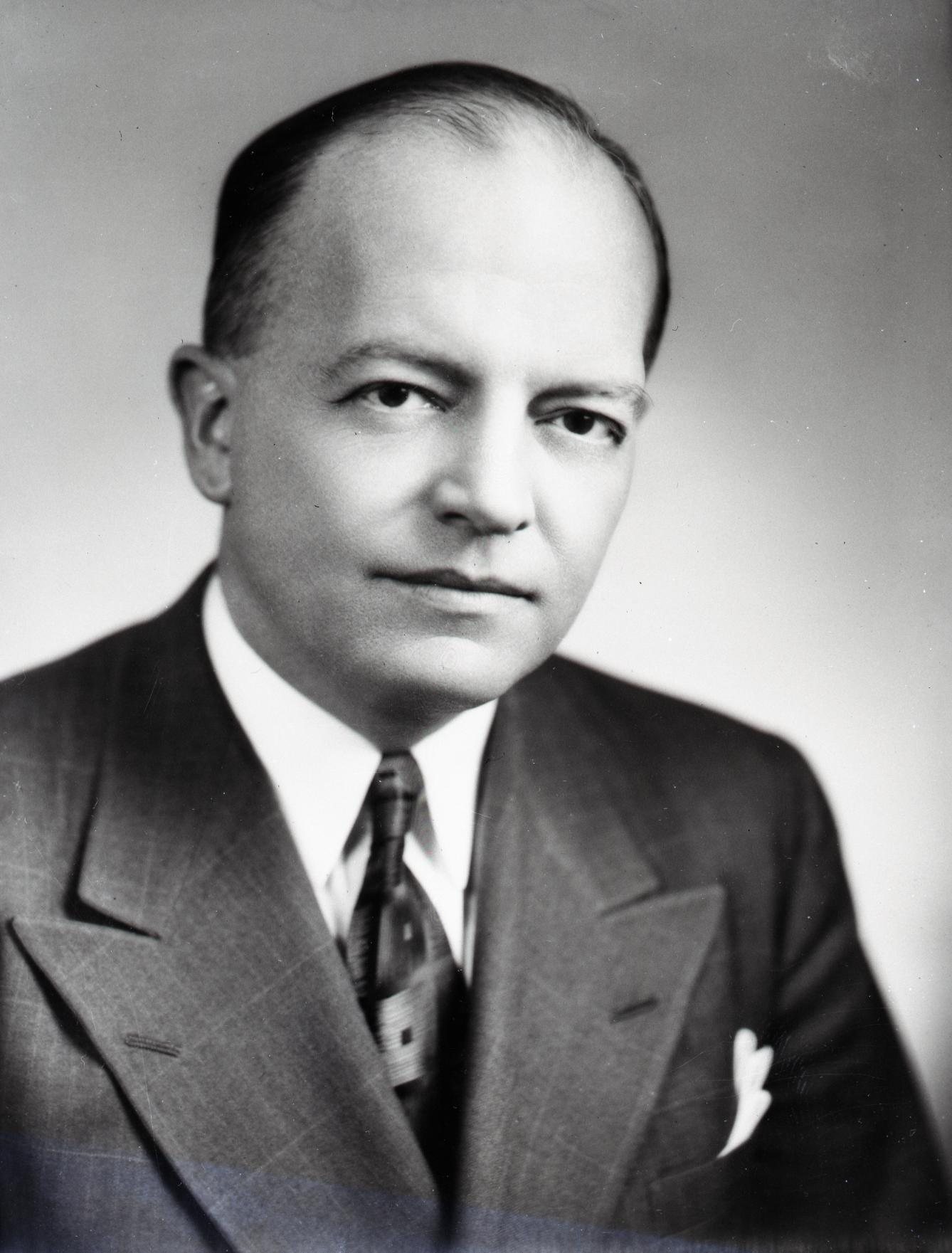
Harold E. Stassen فرماندار سابق ایالت مینه‌سوتا